# Cúller
Cúller (en sard, Cullieri, en italià Cuglieri) és un municipi italià, dins de la província d'Oristany. L'any 2007 tenia 3.146 habitants. Es troba a la regió de Montiferru. Limita amb els municipis de Narbolia, Santu Lussurgiu, Scano di Montiferro, Seneghe, Sennariolo i Tresnuraghes.
Històricament la ciutat fou capital del comtat de Cúller. Aquest comtat, l'any 1594 estigué sota jurisdicció d'Àngel de Satrilla i de Sanjust, cavaller de Calatrava. Posteriorment el títol passà als Aimeric, comtes de Villamar.

## Administració
| Període | Identitat                | Partit        |
| ------- | ------------------------ | ------------- |
| 2005-   | Giovanni Battista Foddis | Llista cívica |